# Гобадзе, Лаша
Лаша Гобадзе (груз. ლაშა გობაძე, 10 января 1994) — грузинский борец греко-римского стиля, чемпион мира 2019 года, призёр чемпионатов мира и Европы, участник Олимпийских игр 2020 в Токио.

## Биография
Родился в 1994 году. С 2000 года занимается борьбой. С 2009 года выступает на международных соревнованиях по борьбе. В 2010 году стал бронзовым призёром чемпионата Европы среди кадетов. В 2013 году стал бронзовым призёром чемпионата Европы среди юниоров. В 2015 году стал чемпионом Европы среди спортсменов моложе 23-х лет. В 2015 году принял участие в Европейских играх, которые проходили в Баку, занял итоговое десятое место. 
В 2015 году на чемпионате мира в США, в весовой категории до 80 кг завоевал бронзовую медаль. 
В 2019 году на чемпионате Европы в Бухаресте дошёл до финала, в котором уступил борцу из Дании Райбеку Бисултанову и завоевал серебряную медаль турнира.
На предолимпийском чемпионате мира 2019 года, который проходил в столице Казахстана, в весовой категории до 82 кг завоевал золотую медаль победив в финале азербайджанского борца Рафика Гусейнова. Лаша стал чемпионом мира. 